# Темпъл блокчета
Темпъл блокчетата са музикален перкусионен инструмент от групата на дървените идиофони.
Състоят се от кухи дървени кутии във формата на буквата „С“, които резонират при удар с палка. Темпъл-блокчетата имат азиатски произход срещат се в най-много в Япония, Корея и Китай.
Те са част от будистките ритуали в храмовете и обикновено се използват заедно с том-томи и различни гонгове и чинели.
В класическата музика се използват и комплект от хроматично настроени темпъл-блокчета.